# Zichy Ödön (1809–1848)

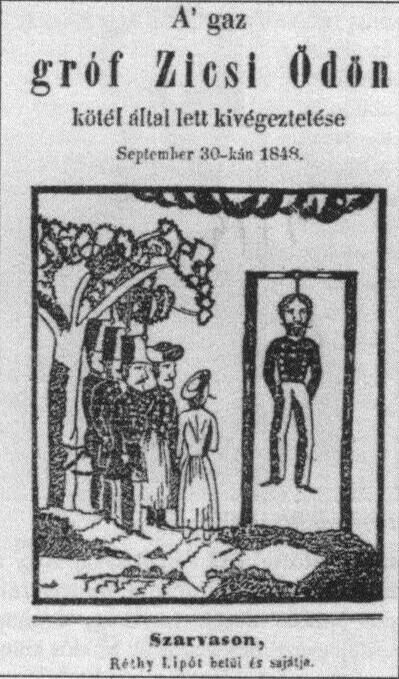
Zichy Ödön a bitófán

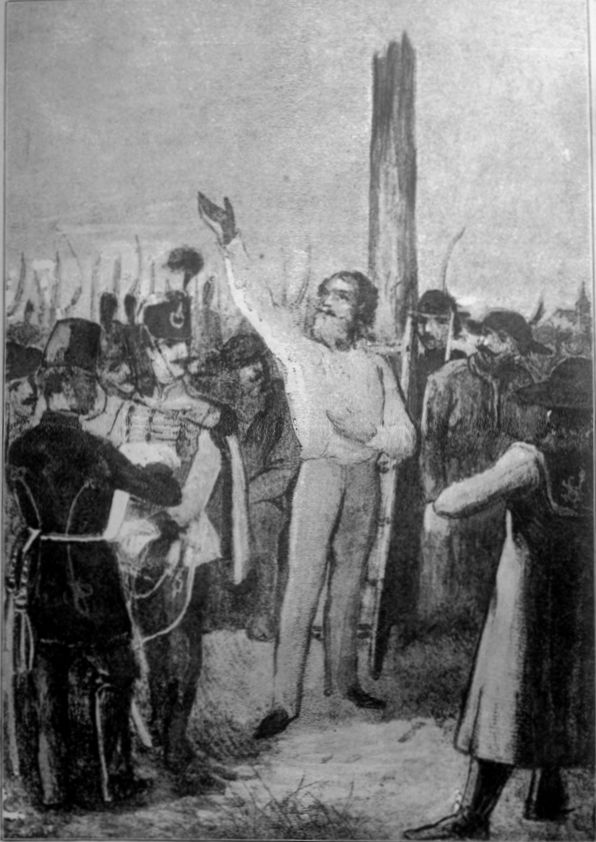
Zichy Ödön kivégzése

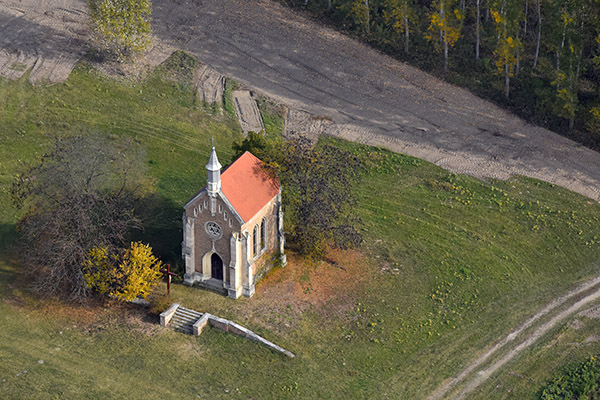
Zichy-emlékkápolna, Lórév

Zicsi és vázsonykői gróf Zichy Ödön (Eugén) (Bécs, 1809. szeptember 25. – Lórév, 1848. szeptember 30.) udvarhű politikus, nagybirtokos, akit hazaárulás vádjával végeztek ki.

## Származása
1809-ben született Zichy Eugén (Jenő) néven, Zichy Ferenc veszprémi főispán és főpohárnok és második felesége, Lodron-Laterano U. Castelromano Mária Dominika (1789–1847) második gyermekeként. Édestestvérei voltak:
- Domonkos (1808–1879), vészprémi püspök
- Ödön (Edmund) 1811–1894), Zichy Jenő édesapja

Édesapjának első feleségétől, Kolowrat-Krakowsky Mária Anna (1753–1805) született féltestvérei:
- Zichy Ferenc (1774–1861), Bihari főispán, főajtónálló, első neje, Esterházy Amália (1776–1817), második neje Cavriani Johanna (1775–1854)
- Zichy Antónia (1776–1856), férje Nádasdy Mihály (1775–1854), államminiszter, főkormánytanácsos
- Zichy Teréz (1777–1821), Győry Ferdinánd neje
- Zichy Anna (1780–1866), Apponyi György neje (1780–1849)
- Zichy Károly (1785–1876) császári és királyi kamarás, első neje Apponyi Franciska (1807–1869), fentebb említett György leánya, második neje Batthyány Antónia (1789–1825)
- Zichy Flóra (1792–1860), Attems Ferenc Xavér (1785–1843) neje
- Zichy Leopoldina (1798–1872, Kress Károly (1781–1856) tábornok neje

## Pályafutása, halála
Fejér vármegye konzervatív párti vezéralakja volt, aki 1842-től a „haladó párt” ellenségének számított. Közéleti tevékenységéről 1839-től van információ, amikortól az akkori főispánnal, Cziráky Antallal igyekeztek a vármegye liberális  politikai ellenzékét háttérbe szorítani, 1843. május 3-án pedig katonaságot vezényeltek a megyei közgyűlés feloszlatására. 1845-ben a lemondott Cziráky utódja lett mint főispáni helytartó. Politikai nézete szerint a köznemesi ellenzékkel szemben a főrendekkel lehetett eredményt elérni. Ennek szellemében az 1845-ös tisztújítást a bécsi kamarilla elvárásainak megfelelően hajtotta végre. Az 1847-es országgyűlésre a mérsékelt ellenzék képviselőit juttatta be, utasításaival a két párt megbékélésére lehet következtetni. Maga is részt vett az országgyűlésen. Utolsó adminisztrátori intézkedései között volt a március 16-án kelt, a közbiztonság fokozott ellenőrzésére vonatkozó utasítása. A Batthyány-kormánnyal szembeni bizalmatlansága miatt 1848. április 7-én lemondott. Az új kormányt támogatta a közcsend és béke fenntartására irányuló intézkedéseiben, de az együttműködését a kormány egyéb intézkedéseitől tette függővé.
A szabadságharc idején, 1848 szeptemberének végén Jellasics bevonult Székesfehérvárra, az akkor épp ott tartózkodó Zichy menlevelet kért tőle Karl Rothhoz, a horvát hadsereg egyik hadoszlopát vezető őrnagyhoz, hogy uradalmi központjába, Kálozra mehessen. 1848. szeptember 29-én indult el unokaöccsével, Ferenc testvérének fiával, Zichy Pállal (1808–1850). Az utazókat Soponya határában állították meg a Hunyadi szabadcsapat katonái. Csomagjaik átvizsgálásakor megtalálták náluk a Jellasics által kiállított menlevelet és egyéb gyanús iratokat (43 darab kiáltvány, amelyek tartalma a magyar kormány ellen lázítja a délszlávokat, és a magyar csapatokat is, valamint Jellasics kinevezését hirdető proklamációkat). A grófokat ezután bekísérték Soponyába, majd Adonyba, ahol lincshangulat alakult ki, és félő volt, hogy a két Zichyt bántalmazni fogják, ezért Lórévre vitték a két foglyot, ahol hadbíróság elé állították őket. A hadbíró Karcsai Károly volt. Zichy azzal védekezett, hogy Székesfehérváron a helybeliek kérésére kereste fel a Jellasics horvát bánt, és a náluk talált papírok tévedésből kerültek hozzá, ti. a nála elszállásolt horvát tisztek hagyták nála, és azt inasa véletlenül tette csomagjai közé, de azokat terjeszteni nem kívánta. További vádként hozták fel ellene azt, hogy nem értesítette a horvát csapatok közeledéséről a magyarokat. Erre azzal védekezett, hogy Székesfehérvárról csak a horvátok elvonulása után indulhatott meg, de ekkor már úgy gondolta, hogy a horvátok megindulása közismert volt. Görgei, miután megvizsgálta a bizonyítékokat, hazaárulásért halálra ítélte Zichy Ödönt, a Csepel-szigeten található Lóréven (a mostani kompkikötő közelében) felakasztották. Zichy Pál ellen nem találtak az elítéléshez megfelelő bizonyítékot.
…semmi okom sem volt, hogy a hadbíró előterjesztésétől eltérő ítéletet hozzak, másfelől pedig az a nagy veszedelem, melyben az ország forgott, valamint az e veszedelem elhárítása szempontjából fontos katonai küldetésem sikeres megoldása – melynek fontossága miatt ruháztak fel rendkívüli felhatalmazásokkal – parancsolólag megkövetelte az ilyen gonosztettekre vonatkozó hadi törvények teljes szigorának alkalmazását. Én tehát ítéletképp kimondtam, hogy Zichy Ödön gróf a vádban szereplő bűntetteket valóban elkövette, s ezért büntetésül kötél általi halállal kell lakolnia. A rögtönítélő haditörvényszék az ítéletet egyhangúlag magáévá tette, s ez az elítélten a szokásos lelki vigasz nyújtása után legott végre is hajtatott.

## Események halála után
Miután kivégezték, kálózi birtokán házkutatást tartottak és értékes ingóságaiból sokat lefoglaltak. Az értéktárgyakat múzeumi szakemberek vizsgálták meg és leltárba vették, majd lepecsételt ládákban szállították előbb Szolnokra, majd az új fővárosba, Debrecenbe vitték azokat. Itt Madarász László gondjaira bízták. Márciusban tárgyalták az értéktárgyak sorsát; megállapodtak, hogy a kevésbé értékes arany és ezüst tárgyakat beolvasztják és a forradalom céljaira használják, ekkor újabb leltár vettek fel. Amikor Madarász javaslatát elvetették, hogy árverésre bocsássák a tárgyakat, újabb összeírást tartottak, olyan tárgyak is előkerültek, amik a beolvasztáskor hiányoztak. Jókai Mór az Esti Lap hasábjain lopással vádolta Madarászt. Bár bizonyítani nem tudták valószínű, hogy a tárgyakból eltulajdonítottak darabokat. Az egyetlen személy akire a lopást rá tudták bizonyítani Vidéki János rendőri írnok volt. Madarász lemondott és később Amerikába emigrált. A gyűjteményben voltak azok a gyémántgombok is, amelyek később Törökországba, majd onnan a török állam ajándékaként Zichy Jenő Budapest magánmúzeumába kerültek.
A kivégzés helyszínének közelében az emlékkápolna most is megtalálható, melyet 1859-ben emeltek romantikus és neogót stílusban. A kápolnát 2000-ben fölújították.
A kápolna homlokzatán megtalálható volt a gróf neve is a következő alakban: Eugenío, e Comitibus Zichy. Az Eugén magyar megfelelője Jenő. Ő maga már csak azért sem lehetett Ödön, mert fiatalabb testvérét hívták Edmundnak, vagyis Ödönnek. A névcsere adta az ötletet Jókai Mórnak A kőszívű ember fiai főhőséhez, Baradlay Jenőhöz, aki felvette bátyja, Ödön nevét, és föláldozta saját életét testvéréért.